# Zhansaya Abdumalik
Zhansaya Abdumalik (Almaty, 12 de gener de 2000) és una jugadora d'escacs kazakh que té el títol de Gran Mestre Femení des del 2014 i de Mestre Internacional des del 2017.
A la llista d'Elo de la FIDE del juny de 2022, hi tenia un Elo de 2495 punts, cosa que en feia la jugadora número 1 (en actiu) i 5 absolut del Kazakhstan, i la 14a millor jugadora del rànquing mundial femení. El seu màxim Elo va ser de 2507 punts, a la llista de l'octubre de 2021.

## Resultats destacats en competició
Abdumalik ha estat campiona del món de la joventut a les categories Sub8 el 2008 i Sub12 el 2011.
El maig de 2016 fou campiona del Kazakhstan amb 7 punts de 9, mig punt per davant de Yelena Ankudinova.
El novembre de 2017 a Tarvisio (Itàlia), fou campiona del món juvenil femení amb 9½ punts, un punt per davant d'Anastasya Paramzina.

### Participació en olimpíades d'escacs
Abdumalik ha participat, representant Kazakhstan, en l'Olimpíada del 2014 amb un resultat de (+4 =1 –4), per un 50,0% de la puntuació.